# Hiperpolarização
Hiperpolarização refere-se a uma alteração no potencial de membrana de repouso, caracterizada por um desvio para valores mais negativos do que o habitual. Esse fenômeno dificulta a geração de potenciais de ação, pois aumenta o limiar necessário para a despolarização da membrana.
A hiperpolarização é frequentemente mediada pelo efluxo de íons potássio (K⁺) através de canais de K⁺ dependentes de voltagem, ou pelo influxo de íons cloro (Cl⁻) por canais de Cl⁻. Ambos os processos resultam em uma maior negatividade intracelular. Por outro lado, a entrada de cátions, como íons sódio (Na⁺) ou cálcio (Ca²⁺), tende a neutralizar ou inibir a hiperpolarização, tornando a célula mais propensa à despolarização.
O estado de hiperpolarização é alcançado por essa resposta do canal iônico dependente de voltagem. Após a produção de um potencial de ação nos neurônios, a célula entra em um estado refratário de hiperpolarização. A hiperpolarização impede que a célula nervosa absorva mais estímulos durante esse período ou, pelo menos, aumenta a barreira a qualquer estímulo recebido. A hiperpolarização é crucial porque impede que qualquer estímulo fornecido por um axônio desencadeie um potencial de ação na direção oposta.